# Кубок Канады 1987
Кубок Канады 1987 — четвёртый хоккейный турнир Кубка Канады, проходивший с 28 августа по 15 сентября 1987 года в шести канадских городах (Калгари, Галифакс, Монреаль, Реджайна, Гамильтон, Сидни) и одном американском (Хартфорд). Победителем турнира стала сборная Канады, обыгравшая в драматичном трёхматчевом финале команду СССР. Лучшим игроком турнира был назван Уэйн Гретцки.

## Предыстория
Интерес к турниру подогревался тем, что он проводился в начале олимпийского сезона и явился для большинства стран-участниц этапом в подготовке к XV зимним Олимпийским играм. К тому же МОК принял решение о допуске к Играм профессиональных хоккеистов. Таким образом, это чисто коммерческое соревнование с участием профессиональных игроков приобрело олимпийскую окраску. Однако на первом этапе турнира должного интереса в Северной Америке получено не было. Снижение зрительского внимания к играм сборных Швеции и Финляндии сказалось на кассовых сборах: было продано всего лишь 2 — 3 тысячи билетов. Организаторы Кубка были вынуждены перенести ряд игр в другие города — с меньшими аренами. Также были трудности и при заключении контрактов с телевизионными компаниями. К тому же лучшие шведские и финские игроки выступали в НХЛ и болельщики видели их на протяжении всего сезона, а другие игроки из этих стран у них интереса не вызывали. Другая причина заключалась в том, что в этот период в Северной Америке проходило много крупных турниров, относящихся к летним видам спорта: открытый чемпионат США по теннису, финальные игры по бейсболу, американскому футболу, гольфу и автогонкам. Всё чаще возникал вопрос: нужно ли проводить Кубок Канады в этот период времени? В каком объёме? Не лучше ли возвратиться к сериям между НХЛ и СССР по типу 1972 года?
Однако игры с участием сборной СССР привлекли наибольшее количество зрителей. Средняя посещаемость игр советской команды равнялась 10 963 человек. Все матчи со сборной Канады, кроме игры в Монреале, проводились при максимальной заполненности трибун.
Согласно регламенту Кубка Канады, в официальной заявке каждой команды должно было значиться 23 игрока. Большинство этих игроков могли быть из НХЛ. Однако отдельные сборные столкнулись с проблемой «отказников».
У шведов турнир проигнорировали сразу пять НХЛовцев — Томас Сандстрем, Ян Эрикссон, Патрик Сундстрем, Томас Стин, Пелле Эклунд.
В сборную Канады вызваны были 35 хоккеистов. После тренировочного сбора Майк Кинэн отказался от услуг Эла Макинниса, Брэда Маккриммона, Роба Рэмэджа, Дуга Лидстера, Тони Танти, Стива Айзермана, Патрика Руа, Дино Сиссарелли, Кэма Нили. «Отказником» у канадцев стал Лэрри Робинсон, а травмированными оказались Дуг Уилсон, Пол Рейнхарт и Кевин Лоу.
Первоначально планировал отказаться от участия и Уэйн Гретцки, который после долгого сезона чувствовал себя смертельно усталым и считал, что форму к началу Кубка Канады набрать не успеет. За месяц до первого сбора он так и заявлял Кинэну. Однако, в итоге, Гретцки убедил сыграть на турнире отец.
В сборной США отказались из-за личных вопросов Дзйв Кристиан, Эл Айэфрэйти и Крэйг Ладвиг. Из-за травмы пропускал турнир Марк Хоу.

## Финансы
Организаторы Кубка Канады-1987 взяли на себя все расходы по трафику спортивных делегаций из Европы и обратно; оплачивали размещение, питание и транспорт внутри страны. Было выплачено вознаграждение каждой стране-участнице в размере 125 тыс. канадских долларов, а также призовой фонд: за первое место — C$ 110 тыс., за второе — C$ 85 тыс., за третье — C$ 60 тыс. Кроме того было выплачено ИИХФ C$ 400 тыс. для покрытия расходов на проведение чемпионатов юношеских и юниорских команд и оказания финансовой помощи слаборазвитым хоккейным странам. Значительная сумма от доходов была отчислена в пенсионный фонд НХЛ.
Основными источниками доходов и покрытия расходов служили выплаты за ТВ-трансляции и поступления от продажи билетов и сувенирной продукции.

## Exhibition Games перед Кубком Канады-87

### Результаты «выставочных» матчей
- 7 августа, Стокгольм: Швеция 2 СССР 5
- 9 августа, Эребру: Швеция 3 СССР 7
- 11 августа, Гётеборг: Швеция 2 Чехословакия 5
- 13 августа, Стокгольм: Швеция 2 Чехословакия 5
- 15 августа, Коувола: Финляндия 1 Чехословакия 1
- 16 августа, Хельсинки: Финляндия 7 Чехословакия 3
- 18 августа, Турку: Финляндия 3 Швеция 6
- 19 августа, Тампере: Финляндия 0 Швеция 2
- 22 августа, Гамильтон: Канада 4 СССР 9
- 23 августа, Гамильтон: Канада 4 Чехословакия 2
- 24 августа, Калгари: Канада 5 Швеция 5
- 25 августа, Калгари: Канада 5 СССР 2
- 26 августа, Медисин Хэт (Альберта): Канада 4 Швеция 5
- 26 августа, Летбридж (Альберта): Чехословакия 6 Финляндия 1

## Предварительный этап
Фавориты турнира стартовали неудачно: канадцы сыграли вничью с чехословаками, а сборная СССР проиграла шведам. Помощник Тихонова Игорь Дмитриев объяснил поражение от шведов быстрым первым голом, который уже на третьей минуте забил Каменский: «ребята расслабились, сочтя дело сделанным, и поплатились за это».
На следующие матчи команды собрались и уверенно обыгрывали всех своих соперников.
В матче Канада—США соперники устроили настоящее побоище. На две команды во время игры пришлось в общей сложности 30 наложенных швов, а для канадца Кевина Динина этот матч стал последним на турнире.
В матче СССР—США американцы планировали достичь нужного для выхода в плей-офф результата, применяя «тактику запугивания». Ряд советских игроков постоянно подвергались тычкам и ударам, а Андрею Ломакину Гэри Сутер нанес такой удар по лицу, что советскому хоккеисту пришлось наносить 10 швов.

### Результаты матчей
- 28 августа, Калгари: Канада — Чехословакия — 4:4 (2:2, 1:1, 1:1)
- 28 августа, Хартфорд: США — Финляндия — 4:1 (0:0, 1:0, 3:1)
- 29 августа, Калгари: Швеция — СССР — 5:3 (3:1, 1:2, 1:0)
- 30 августа, Гамильтон: Канада — Финляндия — 4:1 (2:0, 2:1, 0:0)
- 31 августа, Реджайна: СССР — Чехословакия — 4:0 (2:0, 1:0, 1:0)
- 31 августа, Гамильтон: США — Швеция — 5:2 (1:0, 3:1, 1:1)
- 2 сентября, Галифакс: СССР — Финляндия — 7:4 (3:3, 3:0, 1:0)
- 2 сентября, Гамильтон: Канада — США — 3:2 (0:1, 2:0, 1:1)
- 2 сентября, Реджайна: Швеция — Чехословакия — 4:0 (1:0, 1:0, 2:0)
- 4 сентября, Хартфорд: СССР — США — 5:1 (2:0, 1:1, 2:0)
- 4 сентября, Сидни: Чехословакия — Финляндия — 5:2 (2:0, 2:0, 1:2)
- 4 сентября, Монреаль: Канада — Швеция — 5:3 (2:2, 1:0, 2:1)
- 6 сентября, Сидни: Швеция — Финляндия — 3:1 (1:0, 1:0, 1:1)
- 6 сентября, Сидни: Чехословакия — США — 3:1 (1:0, 1:1, 1:0)
- 6 сентября, Гамильтон: Канада — СССР — 3:3 (1:0, 1:3, 1:0)

### Турнирное положение
|              | И | В | Н | П | ЗШ | ПШ | Очк |
| ------------ | - | - | - | - | -- | -- | --- |
| Канада       | 5 | 3 | 2 | 0 | 19 | 13 | 8   |
| СССР         | 5 | 3 | 1 | 1 | 22 | 13 | 7   |
| Швеция       | 5 | 3 | 0 | 2 | 17 | 14 | 6   |
| Чехословакия | 5 | 2 | 1 | 2 | 12 | 15 | 5   |
| США          | 5 | 2 | 0 | 3 | 13 | 14 | 4   |
| Финляндия    | 5 | 0 | 0 | 5 | 9  | 23 | 0   |

## Полуфиналы
Накануне матча СССР—Швеция, проходившего в Гамильтоне, Томми Сандлин высказал несколько весьма резких замечаний в адрес организаторов Кубка. По словам тренера шведов, они, организаторы, будто намеренно издевались над его сборной, изменив календарь (ссылаясь опять же на недостаток зрительского интереса), заставили её за десять дней турнира побывать в пяти городах. «Мы совершенно измотаны переездами, — полностью согласился со своим наставником защитник Томас Юнссон. — Каждый день нам приходилось вставать в пять утра, чтобы лететь в другой город, и ложиться поздно ночью. Это было какое-то сумасшествие…»
Другой шведский хоккеист, Матс Нэслунд, отметил: «Оправдания — удел неудачников. Мы проиграли, потому что сборная СССР сильнее».
Сборная СССР в полуфинальной игре выступала уверенно и не дала сопернику ни единого шанса на победу.
В сборной СССР во время матча травму получил Сергей Светлов: в первой же смене нападающий на полной скорости врезался в борт и сломал руку.
Сборная Канады поначалу проигрывала 0:2 чехословакам, однако в течение нескольких минут собралась и легко довела матч до победы.
| 8 сентября, 1987                 | \| СССР \| 4:2 \| Швеция \| \| Крутов, Быков, Ларионов, Макаров \| Голы \| Бергквист, П. Андерссон \| | Гамильтон               |
| СССР                             | 4:2                                                                                                   | Швеция                  |
| Крутов, Быков, Ларионов, Макаров | Голы                                                                                                  | Бергквист, П. Андерссон |

| 9 сентября, 1987                    | \| Канада \| 5:3 \| Чехословакия \| \| М. Лемьё (2), Хаверчук, Гуле, Пропп \| Голы \| Пашек, Бенак, Волек \| | Монреаль            |
| Канада                              | 5:3 | Чехословакия        |
| М. Лемьё (2), Хаверчук, Гуле, Пропп | Голы | Пашек, Бенак, Волек |

## Финал (до двух побед)
Каждая финальная игра проходила в упорной борьбе, и исход первых двух матчей решался в овертайме.
В 1-й игре, которая проходила в монреальском «Форуме», довольно быстро вперёд вышли канадцы. Однако к концу 1-го периода вела уже сборная СССР (3:1), счёт увеличился на одну шайбу и в начале 2-го периода. Канадцы выглядели потрясенными и подавленными, но в определенной мере перелом внес гол Бурка в конце 2-го периода. К концу 3-го периода канадцы уже вели 5:4, но сохранить счет им не удалось. Итоговый результат остался за сборной СССР. Победу принес сильный бросок Александра Семака на 6-й минуте овертайма.
Во 2-й игре, в Copps Coliseum в Гамильтоне, команды, обмениваясь голами, вновь подошли к овертайму со счетом 5:5. При этом шайба, заброшенная Валерием Каменским после индивидуального прохода, и позволившая перевести игру в овертайм, признается одной из лучших на турнире. Было сыграно 2 овертайма, и в середине последнего канадцам удалось забить усилиями Марио Лемьё.
В 3-й игре, которая опять проходила в Гамильтоне, счет менялся также попеременно в пользу каждой из команд. Сначала вела сборная СССР (3:0), затем к концу 2-го периода вели канадцы (5:4). В 3-м периоде, за полторы минуты до его конца, при счете 5:5, когда обе команды уже настраивались на овертайм, канадцы забили решающую шайбу. Выиграв вбрасывание в своей зоне, канадцы выскочили втроём (Мерфи, Гретцки и М. Лемьё) на одного (Игорь Кравчук) и легко забили решающую шайбу.
После 3-й финальной игры тренеры сборной СССР во главе с Виктором Тихоновым публично пообещали побить главного арбитра Дона Кохарски. Поводом к подобному заявлению стало некорректное судейство: в частности, они заявили, что когда забивалась решающая шайба, арбитр не заметил нарушения со стороны Дэйла Хаверчука в отношении Вячеслава Быкова, пытавшегося догнать убежавших в отрыв Гретцки и М. Лемьё. А в первом матче, по их словам, не заметил, как Крутову нанесли травму, и ещё порядка 100 нарушений со стороны канадцев.
| 11 сентября, 1987 20:00 UTC+4 | СССР | 6 : 5 (ОТ) (3:1, 1:1, 1:3, 1:0) | Канада | Монреаль-Форум, Монреаль Зрителей: 14 588 |

| Отчёт | Отчёт                                       | Отчёт | Отчёт     | Отчёт                                   |
| --- | ------------------------------------------- | --- | --------- | --------------------------------------- |
| |                                             | |           |                                         |
| | Сергей Мыльников                            | Вратари | Грант Фюр | Судьи: Дон Кохарски Коллинз Галиновский |
| | Голы:                                       | |           | Судьи: Дон Кохарски Коллинз Галиновский |
| Алексей Касатонов (В. Фетисов, А. Семенов) 09:34 Владимир Крутов (В. Фетисов, C. Макаров) 13:53 Сергей Макаров (В. Крутов) мен 17:44 Валерий Каменский (А. Гусаров, А. Хомутов) 22:10 Андрей Хомутов (В. Быков) 57:33 Александр Семак (А. Семенов, А. Ломакин) 65:33 | 0:1 1:1 2:1 3:1 4:1 4:2 4:3 4:4 4:5 5:5 6:5 | 01:49 Майк Гартнер (М. Лемье, Н. Рошфор) 39:18 бол Рэй Бурк (У. Гретцки, М. Лемье) 41:35 Дуг Гилмор (М. Гартнер, К. Хартсбург) 54:39 Гленн Андерсон (М. Мессье, Л. Мэрфи) 57:01 Уэйн Гретцки (Р. Бурк) |           | Судьи: Дон Кохарски Коллинз Галиновский |
| |                                             | |           | Судьи: Дон Кохарски Коллинз Галиновский |
| |                                             | |           | Судьи: Дон Кохарски Коллинз Галиновский |
| |                                             | |           | Судьи: Дон Кохарски Коллинз Галиновский |
| 16 мин | Штраф                                       | 12 мин |           | Судьи: Дон Кохарски Коллинз Галиновский |
| |                                             | |           |                                         |
| | 43                                          | Броски | 33        |                                         |

| 13 сентября, 1987 20:00 UTC+4 | Канада | 6 : 5 (2ОТ) (3:1,1:2, 1:2, 0:0, 1:0) | СССР | Колизей Коппс, Гамильтон Зрителей: 17 026 |

| Отчёт | Отчёт                                       | Отчёт | Отчёт              | Отчёт                               |
| --- | ------------------------------------------- | --- | ------------------ | ----------------------------------- |
| |                                             | |                    |                                     |
| | Грант Фюр                                   | Вратари | Евгений Белошейкин | Судьи: Пол Стюарт Д`Амико Лундстрем |
| | Голы:                                       | |                    | Судьи: Пол Стюарт Д`Амико Лундстрем |
| Норман Рошфор (Д. Хаверчук, М. Мессье) 00:43 Дуг Гилмор (У. Гретцки, Н. Рошфор) 03:48 Пол Коффи (М. Гартнер, У. Грецки) 12:41 Марио Лемьё (У. Грецки) 36:32 Марио Лемьё (П. Коффи, У. Грецки) бол 50:14 Марио Лемьё (Л. Мерфи, У. Грецки) 90:07 | 1:0 1:1 2:1 3:1 3:2 3:3 4:3 4:4 5:4 5:5 6:5 | 01:27 Андрей Хомутов (В. Быков) 32:11 бол Вячеслав Фетисов (В.Крутов, А. Касатонов) 34:17 мен Владимир Крутов (С. Макаров) 44:45 Вячеслав Быков (А. Хомутов, В. Каменский) 58:56 Валерий Каменский (В. Быков, В. Первухин) |                    | Судьи: Пол Стюарт Д`Амико Лундстрем |
| |                                             | |                    | Судьи: Пол Стюарт Д`Амико Лундстрем |
| |                                             | |                    | Судьи: Пол Стюарт Д`Амико Лундстрем |
| |                                             | |                    | Судьи: Пол Стюарт Д`Амико Лундстрем |
| 12 мин | Штраф                                       | 12 мин |                    | Судьи: Пол Стюарт Д`Амико Лундстрем |
| |                                             | |                    |                                     |
| | 61                                          | Броски | 50                 |                                     |

| 15 сентября, 1987 20:00 UTC+4 | Канада | 6 : 5 (2:4, 3:0, 1:1) | СССР | Колизей Коппс, Гамильтон Зрителей: 17 026 |

| Отчёт | Отчёт                                       | Отчёт | Отчёт            | Отчёт                                   |
| --- | ------------------------------------------- | --- | ---------------- | --------------------------------------- |
| |                                             | |                  |                                         |
| | Грант Фюр                                   | Вратари | Сергей Мыльников | Судьи: Дон Кохарски Д`Амико Галиновский |
| | Голы:                                       | |                  | Судьи: Дон Кохарски Д`Амико Галиновский |
| Рик Токкет (М. Гулэ, Л. Мэрфи) бол 09:50 Брайан Пропп (Р. Токкет, Б. Сатлер) 15:23 Лэрри Мэрфи (У. Гретцки, М. Лемьё) бол 29:20 Брент Саттер (Д. Хаверчук, Д. Кроссман) 31:06 Дэйл Хаверчук (Б. Пропп, Л. Мэрфи) 35:32 Марио Лемьё (У. Гретцки) 58:34 | 0:1 0:2 0:3 1:3 2:3 2:4 3:4 4:4 5:4 5:5 6:5 | 00:26 Сергей Макаров (В. Крутов) 07:04 Алексей Гусаров 08:00 Вячеслав Фетисов (С. Макаров) 19:32 Андрей Хомутов 52:21 Александр Семак |                  | Судьи: Дон Кохарски Д`Амико Галиновский |
| |                                             | |                  | Судьи: Дон Кохарски Д`Амико Галиновский |
| |                                             | |                  | Судьи: Дон Кохарски Д`Амико Галиновский |
| |                                             | |                  | Судьи: Дон Кохарски Д`Амико Галиновский |
| 6 мин | Штраф                                       | 10 мин |                  | Судьи: Дон Кохарски Д`Амико Галиновский |
| |                                             | |                  |                                         |
| | 46                                          | Броски | 23               |                                         |

## Победитель
| Победитель Кубка Канады 1987 |
| Канада Третий титул          |

## Составы команд
Канада (тренер — Майк Кинэн): вратарь — Грант Фюр; защитники — Дуг Кроссмэн, Крэйг Хартсбург, Норман Рошфор, Джеймс Патрик, Рэй Бурк, Лэрри Мёрфи, Пол Коффи; нападающие — Гленн Андерсон, Дэйл Хаверчук, Марк Мессье, Майк Гартнер, Кевин Динин, Мишель Гуле, Брент Саттер, Рик Токкет, Брайан Пропп, Дуг Гилмор, Клод Лемьё, Марио Лемьё, Уэйн Гретцки.
 СССР (тренер — Виктор Тихонов): вратари — Сергей Мыльников, Евгений Белошейкин; защитники — Вячеслав Фетисов, Алексей Гусаров, Игорь Стельнов, Василий Первухин, Алексей Касатонов, Анатолий Федотов, Игорь Кравчук; нападающие — Юрий Хмылёв, Владимир Крутов, Игорь Ларионов, Сергей Немчинов, Валерий Каменский, Андрей Хомутов, Сергей Светлов, Александр Семак, Сергей Пряхин, Андрей Ломакин, Сергей Макаров, Вячеслав Быков, Анатолий Семёнов.
 Швеция (тренер — Томми Сандлин): вратарь — Петер Линдмарк; защитники — Андерс Эльдебринк, Томми Албелин, Ларс Карлссон, Томми Самуэльссон, Томас Юнссон, Петер Андерссон, Микаэль Тельвен; нападающие — Том Эклунд, Томас Рундквист, Микаэль Андерссон, Кент Нильссон, Бенгт-Оке Густафссон, Петер Сундстрём, Юнас Бергквист, Андерс Карлссон, Ларс-Гуннар Петтерссон, Хокан Сёдергрен, Петер Эрикссон, Магнус Роупе, Матс Нэслунд.
 Чехословакия (тренер — Ян Старши): вратарь — Доминик Гашек; защитники — Милослав Горжава, Драгомир Кадлец, Людек Чайка, Бедржих Щербан, Ярослав Бенак, Антонин Ставьяна, Моймир Божик; нападающие — Петр Росол, Игор Либа, Ян Яшко, Иржи Кучера, Иржи Долежал, Владимир Ружичка, Ладислав Лубина, Давид Волек, Петр Влк, Душан Пашек, Иржи Шейба, Иржи Грдина, Ростислав Влах.
 США (тренер — Боб Джонсон): вратари — Джон Ванбизбрук, Том Баррассо; защитники — Майк Рэмзи, Кевин Хэтчер, Род Лэнгуэй, Фил Хаусли, Гэри Сутер, Крис Челиос; нападающие — Джо Маллен, Курт Фрейзер, Кори Миллен, Аарон Бротен, Келли Миллер, Марк Джонсон, Боб Брук, Уэйн Пресли, Пэт Лафонтен, Бобби Карпентер, Эд Ольчик, Джоэль Отто, Крис Нилан.
 Финляндия (тренер — Рауно Корпи): вратари — Кари Такко, Ярмо Мюллюс; защитники — Теппо Нумминен, Тимо Бломквист, Йоуко Нарванмаа, Яри Грёнстранд, Тимо Ютила, Вилле Сирен, Ханну Вирта, Рейо Руотсалайнен; нападающие — Эса Тикканен, Маркку Кюллёнен, Юкка Сеппо, Йиро Ярви, Яри Курри, Раймо Хелминен, Матти Хагман, Кристиан Руутту, Янне Оянен, Микко Мякеля, Раймо Сумманен, Петри Скрико.

## Лучшие игроки матчей
Канада — Чехословакия 4:4 (2:2, 1:1, 1:1) Гашек — Фюр
США — Финляндия 4:1 (0:0, 1:0, 3:1) Лафонтэн — Такко
Швеция — СССР 5:3 (3:1, 1:2, 1:0) Альбелин — Хомутов
Канада — Финляндия 4:1 (2:0, 2:1, 0:0) Динин — Такко
СССР — Чехословакия 4:0 (2:0, 1:0, 1:0) Кравчук — Росол
США — Швеция 5:2 (1:0, 3:1, 1:1) Ванбизбрук — Нэслунд
СССР — Финляндия 7:4 (3:3, 3:0, 1:0) Макаров — Сумманен
Канада — США 3:2 (0:1, 2:0, 1:1) М. Лемьё — Отто
Швеция — Чехословакия 4:0 (1:0, 1:0, 2:0) Линдмарк — Влах
СССР — США 5:1 (2:0, 1:1, 2:0) Светлов — Д. Маллен
Чехословакия — Финляндия 5:2 (2:0, 2:0, 1:2) Пашек — Ютила
Канада — Швеция 5:3 (2:2, 1:0, 2:1) Гретцки — Линдмарк
Швеция — Финляндия 3:1 (1:0, 1:0, 1:1) К. Нильссон — Такко
Чехословакия — США 3:1 (1:0, 1:1, 1:0) Гашек — Хаусли
Канада — СССР 3:3 (1:0, 1:3, 1:0) Мессье — Светлов
СССР — Швеция 4:2 (1:0,2:1,1:1) Крутов — П.Андерссон
Канада — Чехословакия 5:3 (0:2,3:0,2:1) М. Лемьё — Либа
СССР — Канада 6:5 (OT)(3:1,1:1,1:3,1:0) Крутов — Гартнер
Канада — СССР 6:5 (2OT)(3:1,1:2,1:2,0:0,1:0) Гретцки — Крутов
Канада — СССР 6:5 (2:4,3:0,1:1) Хаверчук — Фетисов

## Статистика игроков

### Бомбардиры
| М | Игрок             | И | Г  | П  | О  |
| - | ----------------- | - | -- | -- | -- |
| 1 | Уэйн Гретцки      | 9 | 3  | 18 | 21 |
| 2 | Марио Лемьё       | 9 | 11 | 7  | 18 |
| 3 | Сергей Макаров    | 9 | 7  | 8  | 15 |
| 4 | Владимир Крутов   | 9 | 7  | 7  | 14 |
| 5 | Вячеслав Быков    | 9 | 2  | 7  | 9  |
| 6 | Рэй Бурк          | 9 | 2  | 6  | 8  |
| 7 | Валерий Каменский | 9 | 6  | 1  | 7  |
| 8 | Андрей Хомутов    | 9 | 4  | 3  | 7  |
| 9 | Вячеслав Фетисов  | 9 | 2  | 5  | 7  |
| 9 | Анатолий Семёнов  | 9 | 2  | 5  | 7  |

### Победы вратарей
| Игрок            | И | В | П | Н | СрПШ |
| ---------------- | - | - | - | - | ---- |
| Грант Фюр        | 9 | 6 | 1 | 2 | 3.34 |
| Сергей Мыльников | 6 | 5 | 1 | 0 | 2.96 |
| Петер Линдмарк   | 6 | 3 | 3 | 0 | 3.00 |
| Джон Ванбизбрук  | 4 | 2 | 2 | 0 | 2.25 |
| Доминик Гашек    | 6 | 2 | 3 | 1 | 3.33 |

## Сборная «Всех звёзд»
- Вратарь:  Грант Фюр
- Защитники:  Рэй Бурк,  Вячеслав Фетисов
- Нападающие:  Уэйн Гретцки,  Марио Лемьё,  Владимир Крутов